# Iosîpovîci, Strîi
Iosîpovîci (în ucraineană Йосиповичі) este o comună în raionul Strîi, regiunea Liov, Ucraina, formată numai din satul de reședință.

## Demografie
Componența lingvistică a comunei Iosîpovîci
     Ucraineană (99,79%)
     Alte limbi (0,21%)
Conform recensământului din 2001, majoritatea populației comunei Iosîpovîci era vorbitoare de ucraineană (99,79%), existând în minoritate și vorbitori de alte limbi.